# Goldcreek
Goldcreek es un lugar designado por el censo ubicado en el condado de Powell en el estado estadounidense de Montana. En el Censo de 2020 tenía una población de 9 habitantes y una densidad poblacional de 17,64 habitantes por km². Fue incluido como CDP en el censo de 2020. 

## Geografía
Goldcreek se encuentra ubicado en las coordenadas 46°35′02″N 112°55′42″O / 46.58389, -112.92833. Según la Oficina del Censo de los Estados Unidos, tiene una superficie total de 0,51 km², todos correspondientes a tierra firme.